# 共产国际第三次代表大会

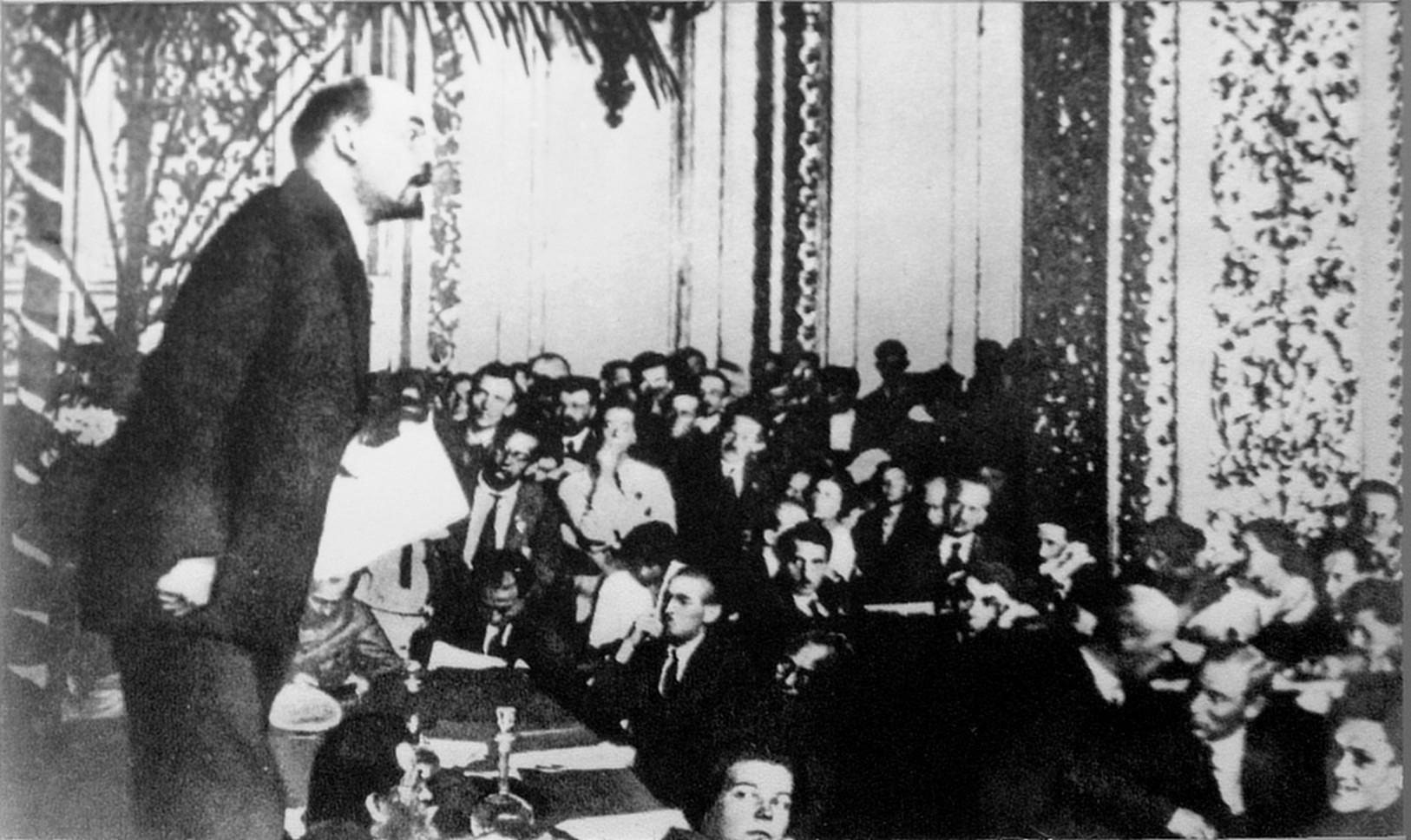
列宁在会上发言

共产国际第三次代表大会于1921年6月22日至7月12日在苏俄莫斯科举行的共产国际代表大会，出席者包括来自50多个不同国家的代表团，会议背景包括德国十一月革命的失败和苏联新经济政策的出台。大会使用的主要语言是德语，另外还有法语、英语和俄语三种工作语言。此次大会还成立了赤色职工国际和共产国际国际联络部。
共产国际三大曾要求德国共产主义工人党放弃宗派主义立场，加入德共，遭到该党拒绝，于是共产国际开除了该党。中国共产党派出代表张太雷、杨明斋参与大会，也是中共第一次参加共产国际代表大会。姚作宾代表的大同党也以“中国共产党”的名义受到共产国际参加此次大会邀请。

## 备注
1. ↑  在三种语言中，法语为主要语言